# Oreopsyche melanura
Oreopsyche melanura är en fjärilsart som beskrevs av Jean Bourgogne 1954. Oreopsyche melanura ingår i släktet Oreopsyche och familjen säckspinnare. Inga underarter finns listade i Catalogue of Life.